# Булатов, Азамат Ахмедович
Азамат Ахмедович Булатов (27 августа 1987, Хасавюрт, Дагестанская АССР, РСФСР, СССР) — российский борец вольного стиля. Призёр чемпионата России. Выступает в весовой категории до 66 кг.

## Карьера
Вольной борьбой занимается с 11 лет, после победы Бувайсара Сайтиева на Олимпийских играх 1996 года. Бувайсар и его младший брат Адам стали для Азамата не только кумирами, но и наставниками, у которых он многому научился. Он занимался в школе имени братьев Сайтиевых в Хасавюрте. В феврале 2009 года стал бронзовым призёром международного турнира в Киеве. В июне 2010 года стал серебряным призёром чемпионата России, проиграв в финале Алана Гогаева.В октябре 2012 года стал обладателем Межконтинентального Кубка.

## Достижения
- Чемпионат России по вольной борьбе 2010 — ;
- Межконтинентальный Кубок 2012 —

## Личная жизнь
По национальности — чеченец. Окончил спортивно-педагогический факультет Дагестанского государственного педагогического университета.